# Kingston (Norfolk)
Kingston is de hoofdstad van het Australische territorium Norfolk, een eiland in de Grote Oceaan. Het economische centrum van het eiland is Burnt Pine.
Op 6 maart 1788 was dit de plaats waar Luitenant Philip Gidley King en 22 anderen (onder wie 9 mannelijke en 6 vrouwelijke veroordeelden) landden, minder dan twee maanden na de stichting van de Britse kolonie New South Wales.